# Taxco de Alarcón
Taxcoⓘ de Alarcón – meksykańskie miasto położone około 200 km w kierunku południowo-zachodnim od miasta Meksyk, w stanie Guerrero jako piąte co do wielkości miasto tego stanu. Leży na zboczu góry należącej do łańcucha Kordyliery Wulkanicznej, na wysokości 1800 metrów. Miasto w 2010 roku liczyło ponad 52 tys., a gmina miejska około 104 tys. mieszkańców.

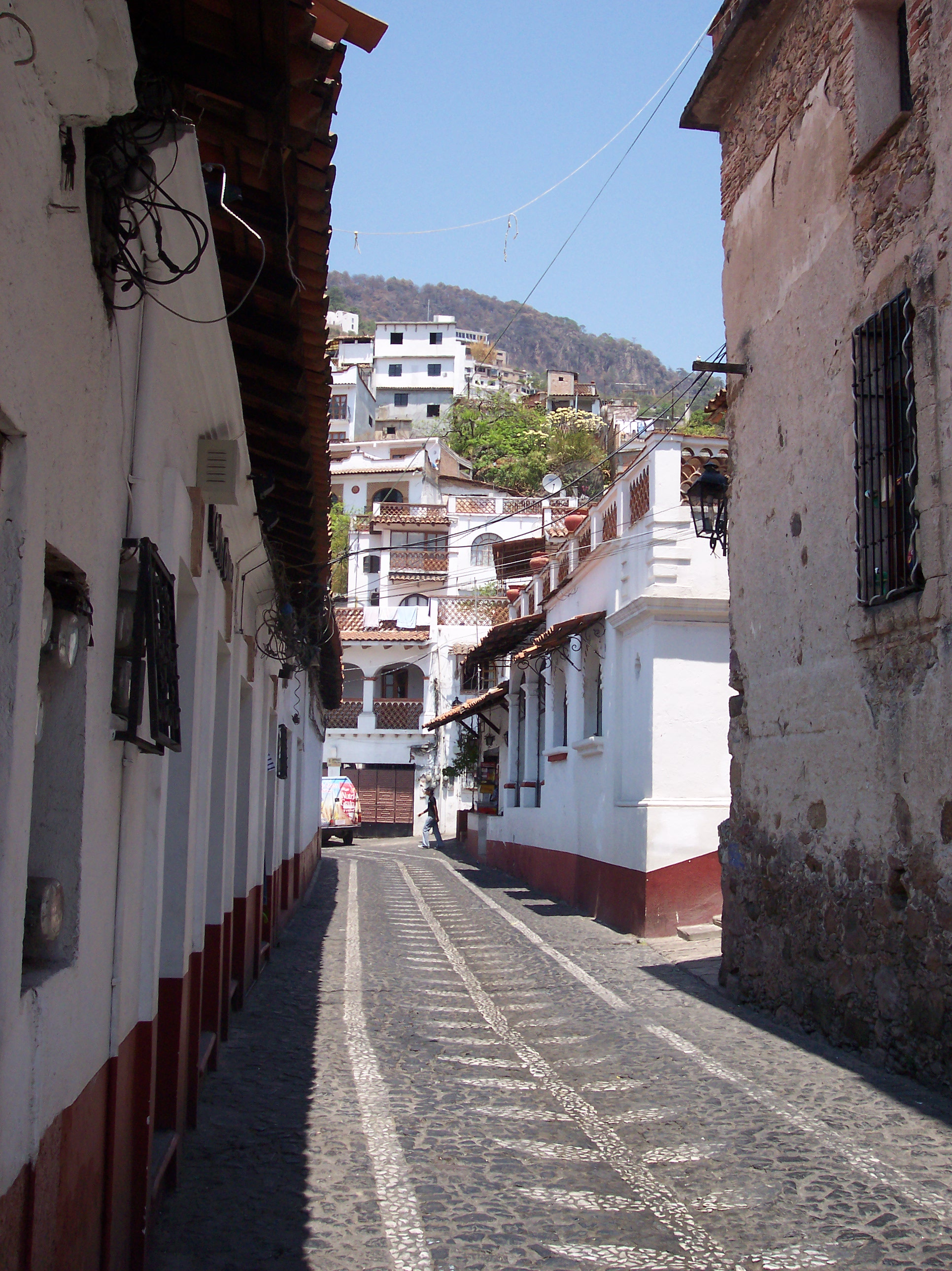
Typowa ulica miasta

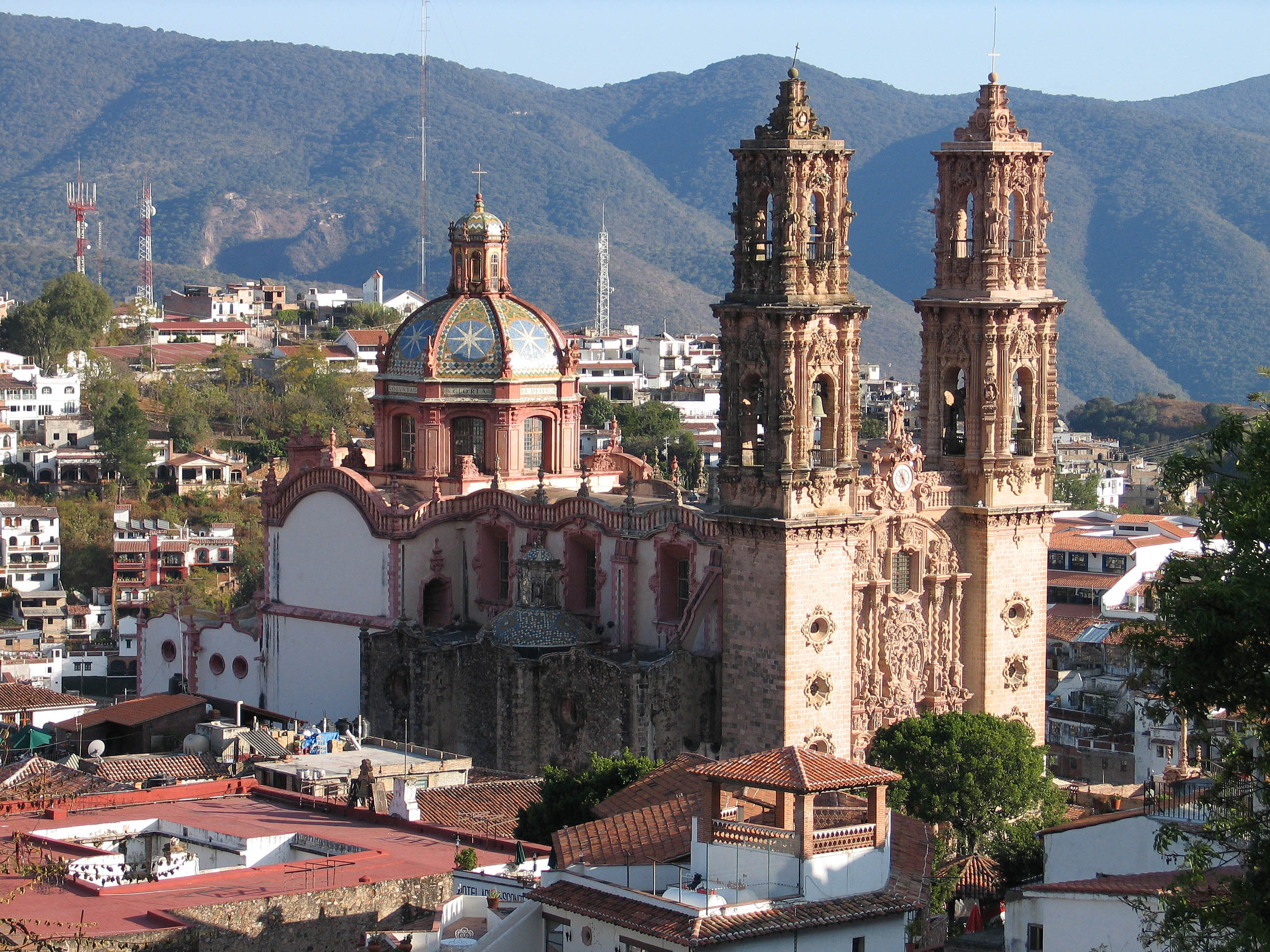
Kościół Santa Prisca

Jest kilka teorii pochodzenia nazwy miasta. Najczęściej przytaczana głosi iż nazwa pochodzi od słów w indiańskim języku náhuatl tlachtli oraz co, które można tłumaczyć jako miejsce, gdzie gra się w pelotę (lugar donde se juega pelota). Drugi człon nazwy dodano dla upamiętnienia pochodzącego z Taxco pisarza i dramaturga Juana Ruiz de Alarcón.
Taxco zwane jest srebrnym miastem, gdyż niegdyś było ważnym ośrodkiem wydobycia srebra. Jego położenie na stromym zboczu jest spowodowane tym iż powstało dokładnie w miejscu, gdzie były zlokalizowane liczne kopalnie, których sztolnie można zwiedzać do dziś. Słynie z bardzo gęstej zabudowy, plątaniny wąskich, brukowanych uliczek, malowniczych domów o charakterystycznej kolonialnej architekturze.

## Zabytki
- Nad głównym rynkiem góruje kościół Santa Prisca z różowego kamienia, zbudowany w stylu baroku neohiszpańskiego. Ukończony w 1758 r. kościół, ufundował José de la Borda, przedsiębiorca górniczy, niegdyś jeden z najbogatszych ludzi w Meksyku.
- Kościół San Bernardino (pw. św. Bernarda) ufundowany w połowie XV w i należący w przeszłości do Zakonu Braci Mniejszych.
- Monumentalna figura Chrystusa znajdująca się na skale górującej nad miastem i dobrze widoczna z każdego miejsca.
- Dom Humboldta – niemieckiego przyrodnika i podróżnika który mieszkał przez pewien czas w Taxco. W muzeum obejrzeć zarówno zabytki z okresu kultury prehiszpańskiej, jak i późniejsze z okresu kolonialnego związane z tym rejonem Meksyku.
- Dom Borda – dom José de la Borda z połowy XVIII w., najbogatszego człowieka Meksyku w tamtym okresie